# Robinson
Robinson es una zarzuela en tres actos compuesta por Francisco Asenjo Barbieri y libreto de Rafael García Santisteban. Se estrenó el 18 de marzo de 1870 en el Teatro del Circo de Madrid (España). Corresponde al género de zarzuela grande con mentalidad bufa, parodiando el personaje de la novela de Daniel Defoe Robinson Crusoe.

## Personajes y reparto
El cuadro de actores en su estreno fue el siguiente:
- Matatías: Gabriel Sánchez Castilla
- Robinson: Francisco Arderíus
- Leona: Srta. Fernández
- Tiburón: Ramón Rosell
- La reina Ananás: Teresa Rivas (soprano)
- Guayaba: Raquer
- El negro Domingo: Juan Orejón Hambrón
- Colibrí: Sta Romero
- Miss Lelia: Sta. Vázquez
- Miss Irene: Sta Aliaga

## Números musicales
Acto I
- N.º 1. Coro de acreedores y Matatías, ``No hay más que el embargo``.
- N.º 2. Leona, ´´Yo soy mujer``.
- N.º 3. Robinson, ``Yo soy un joven muy guapo´´.
- N.º 4. Leona y Robinson, ``Robinson, Robinson´´.
- N.º 5. Tiburón, Leona y Matatías, ``Es California, tierra ideal´´.
- N.º 6. Coro, ``Viva la orgía´´.
- N.º 7. Robinson y coro, ``No quiero champagne que quiero jerez´´.
- N.º 8. Coro,`` Robinson a beber´´.

Acto II
- N.º 9. Guayaba y coro, ``Venid, venid, caribes´´.
- N.º 10. Domingo, ``Aquí estar negrito´´.
- N.º 11. Ell negro, domingo y coro, ``Ah! Cogiguasu´´.
- N.º 12. Ananás y coro, ´´Una Caribe, bonita´´.
- N.º 13. Coro, ``Chutarara tachumga´´.
- N.º 14. Ananás y Robinson, ´´yo soy la africana´´.
- N.º 15. Ananás y Guayaba, Leona, El negro, Robinson, Hambrón y Matatías y coro, ´´Silencio, Da principio´´.

Acto III
- N.º 16. Preludio.
- N.º 17. Coro de marineritas, ´´Ya estamos en tierra´´.
- Interludio instrumental.
- N.º 18. Ananás y Guayaba y Tiburón, ´´Allí en Europa``.
- N.º 19. Guayaba y coro de mujeres, ´´Marchemos unidos´´.
- N.º 20. Todos, ``Parto ya cual simple ciudadano´´.

## Argumento
Acto I. Casa de Robinson, en Liverpool. Robinson es un calavera acribillado a deudas, a quien una cohorte de prestamistas, acaudillados por Matatías, el usurero mayor, se dispone a embargar. Su mujer, Leona, vuelve al cabo de tres años de un extraño viaje de novios en el que su marido prefirió no participar. Ella está obsesionada con una sola idea, y es una mujer de armas tomar. Ante una perspectiva tan poco halagüeña, Robinson acepta la invitación de su amigo el capitán Tiburón y se embarca para California aprovechando la confusión de una noche de jarana. Pero su criado Casimiro, su esposa y su prestamista favorito, no están dispuestos a dejarle marchar solo, por diferentes motivos.  
Acto II. En una isla del Caribe Robinson se ha librado de un naufragio y vive a su aire rodeado de naturaleza y de un sirviente, Domingo, que cambia sospechosamente de color. Pero Domingo y su loro no son los únicos habitantes de ese paraíso y Robinson va a sufrir en sus propias carnes el asedio de unas damas voraces. La reina Ananás y su lugarteniente Guayaba no piensan dejar escapar tan suculentos ejemplares y disponen una ceremonia oficiada por los severos sacerdotes del cabildo. Y después de la ceremonia vendrá el banquete. A la hora del baile se presentan unos viejos conocidos y su presencia no gusta nada a la ardiente reina Ananás, que monta en cólera y agarra su lanza. 
Acto III. En otra isla del Caribe. Una marcial tripulación deseosa de cambiar de aires forma a las órdenes del intrépido capitán Tiburón, que quiere devolver a su amigo a la salsa urbana y lo busca por toras partes con su habitual diplomacia. Los súbditos de la reina Leona no tienen el mismo ardor guerrero que sus contrincantes femeninos, y cuando Ananás se presenta en el campo de batalla para recuperar su botón se vislumbra una guerra desigual, si no fuera por la alegre marinería, que provoca una cierta conmoción entre los presentes. Decididamente la economía mueve el mundo. Aquí y en el Caribe. Y es que hoy día ni de náufrago puede uno vivir en paz.  

## Comentario
Después de componer Pan y toros, Barbieri pasó por una especie de aúrea mediocritas de la que salió precisamente con algunos éxitos como el de Robinson. Esta obra pertenece al género de zarzuela grande y es concebida para los bufos de Arderíus, y por ello con una mentalidad de gran espectáculo y humor, como era típico en el género bufo.  Barbieri compuso la obra en poco tiempo terminándola tres días antes del estreno. Ello no impidió su enorme éxito reconocido en todas la prensa del momento. La obra se hizo popular representándose en grandes ciudades como Barcelona, Sevilla, Málaga, Murcia, Zaragoza y Sevilla.
Barbieri respondió afirmativamente a la propuesta del empresario, porque en último término había en su espíritu una proximidad natural a varios aspectos de cuanto significaba el fenómeno bufo, y se acomoda en Robinson a un género en el que se busca conscientemente divertir, producir hilaridad, sin otras funciones. El mítico Robinson Crusoe de De Foe, es aquí un personaje confuso, sometido a Leona que tiene carácter y maneras de una ´´leona``, y de la que huye Robinson a una isla que él mismo afirma: ´´Esta isla con todos sus habitantes y colonias pertenece a su majestad isleña Robinson Crusoe, natural de Liverpool´´. Pero Robinson no se librará tan fácilmente de Leona porque llegará a la isla disfrazada de traje de reina india dispuesta a martirizar la vida de Robinson. 
El libreto, ágil en los dos primeros actos y pesado en el tercero, está lleno de todo tipo de recursos propicios para servir a la mentalidad bufa; desde los abundantes juegos de palabras, (Hambi-manu/carni-guanú/Hay mi señor/Hay bananí/ ay mi señor/hay cucuyé/Cogi, guasú/Tragay, guasú/mascai, guasú/aún, aún, aún), hasta las situaciones tan paradójicas como que uno de los principales personajes de la obra el Capitán Tiburón tenga que hablar, según se señala en el libreto, en acento catalán o andaluz. 
El tema literario del Robinson Crusoe es tratado en tres actos y veinte escenas, con todos los aditamentos de lo bufo: los personajes son antihéroes y en la obra no hay tanto un seguimiento de una línea dramática cuanto múltiples escenas pintorescas y divertidas. La aventura es un pretexto para el circo, y el texto contribuye a la situación, con múltiples palabras de valor meramente fónico, cacofónico, onomatopéyico y descriptivo. A este ambiente sirve Barbieri con una partitura llena de entretenimientos, danzas, bailables y chanzas. La música y la obra traslada al español de los setenta a un mundo lejano e irreal- Barbieri busca un lenguaje pintoresco, disparatado y apropiado a los protagonistas. Y hay muchos ejemplos de ellos, cuando en la escena se presenta por primera vez Robinson lo hace con una polka, ´´Yo soy un joven muy guapo´´; en la escena séptima se pide ``aire de vito´´ para cantar ``El aguardiente de caña``, más adelante un zapateado ``Al blanquito´´. El N.º 15 lleva el nombre de ´´Polka salvaje``. La propia orquesta, bien trabajada, como siempre, por Barbieri, está tratada con una gran belleza colorística con instrumentos peculiares para narrar la escena; así al comienzo del tercer acto con una abundante presencia de la percusión: lira, triángulo, cencerros, pandereta, tantán, bombo, timbales, etc. Por fin los coros tienen una relevancia especial al servicio de un género que buscaba la presencia continua de masas en escena. 
Más allá de estas peculiaridades, el entendimiento de Robinson, como el de gran parte de la lírica española del XIX, pero desde luego del género bufo, pasa por la comprensión de que no es tanto una obra lírica cuanto un espectáculo de entretenimiento, inverosímil, irreal e imaginativo. Su contenido, fórmulas y desenlaces son puro juego, su arma estilística la exageración.

## Estreno y difusión
En la hemeroteca de la Biblioteca Nacional podemos encontrar noticias relevante sobre esta zarzuela. Días antes del estreno encontramos información en los periódicos nacionales.  La zarzuela de Robinson como he mencionado anteriormente se estrenó en el teatro del Circo en Madrid el 18 de marzo de 1870. En el periódico La correspondencia de España del 16 de marzo de 1870 podemos encontrar el malestar que se originó con el estreno de la obra, puesto que Barbieri retraso el día del estreno por, cito textualmente, atender a la dirección del Teatro Real. 
Además en El diario oficial de avisos de Madrid se encuentra información del 15 de marzo de 1870 sobre esta zarzuela:  ``El próximo viernes tendrá lugar en el teatro de los Bufos Arderíus la primera representación de la zarzuela bufa, de espectáculo, en tres actos, original de un conocido escritor, con música de un aplaudido maestro, titulada Robinson…., bajo la dirección del sastre de la empresa Don Félix Dot, y una decoración por el pintor escenógrafo Luis Muriel``. 
A partir del 20 de marzo de 1870 se publican en los periódicos noticias con las representaciones de Robinson en el teatro Circo de Madrid. Un dato curioso de este acaecimiento es que el periódico admitía encargos para las funciones siguientes.  
En la revista La España musical , según fuentes de Emilio Casares en su obra Historia de la zarzuela, España e Hispanoamérica, se recoge la siguiente información sobre la obra:  "Acaba de darse una zarzuela….titulada Robinson Crusoe, la cual ha sido recibida con los mayores aplausos hasta el punto de tenerse que repetir algunas de sus piezas. El público quedó altamente satisfecho de esta composición, que por sí solo bastaría para enaltecer a su autor".  
Toda la prensa del momento coincidía en que el valor de la música era muy superior al del texto, en general criticado. Puesta en escena con gran lujo en vestuario y decorado, y con el propio Arderius haciendo el papel de Robinson, supuso un gran éxito económico viajando no solo por las capitales de provincias, sino también prácticamente por todos los municipios que tenían un teatro y por varios países americanos.